# Werner Pfeiffer (Wirtschaftswissenschaftler)

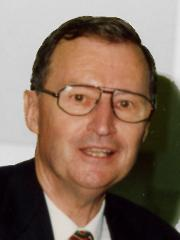
Werner Pfeiffer, 1993

Werner Pfeiffer (* 18. September 1933 in Plochingen am Neckar; † 22. Mai 2019 in Nürnberg) war ein deutscher Wirtschaftswissenschaftler. Pfeiffer war emeritierter Professor für Betriebswirtschaftslehre, insbesondere Industriebetriebslehre mit den Lehr- und Forschungsschwerpunkten (1) Lean Management und Systemrationalisierung sowie (2) Technologie- und Innovationsmanagement.

## Leben
Aufgewachsen in Wendlingen am Neckar, absolvierte Pfeiffer nach dem Abitur von 1953 bis 1955 eine Lehre zum Industriekaufmann in der Werkzeugmaschinenindustrie bei der Gebr. Heller Maschinenfabrik GmbH. Anschließend Studium der Betriebswirtschaftslehre an den Universitäten Frankfurt am Main und Köln (1955–1959), in Köln unter anderem bei Erich Gutenberg. Von 1960 bis 1965 war Pfeiffer wissenschaftlicher Mitarbeiter (später wissenschaftlicher Assistent) an der Universität Mainz. 1963 Promotion zum Dr. rer. pol. durch die Wirtschafts- und Sozialwissenschaftliche Fakultät der Universität zu Köln (Doktorvater: Erich Gutenberg). Pfeiffers Dissertation Absatzpolitik auf dem Gebiet der Fabrikation von Sondermaschinen wurde 1965 unter dem Titel Absatzpolitik bei Investitionsgütern der Einzelfertigung veröffentlicht. Von 1965 bis 1969 war Pfeiffer Habilitandenstipendiat der Deutschen Forschungsgemeinschaft. 1970 erhielt Pfeiffer die Venia Legendi für das Fach Betriebswirtschaftslehre. Seine Habilitationsschrift an der Universität Mainz Allgemeine Theorie der technischen Entwicklung als Grundlage einer Planung und Prognose des technischen Fortschritts erschien 1971 (Habilitationsvater: Siegfried Menrad). Ebenfalls 1971 erfolgte die Ernennung zum ordentlichen Professor für Betriebswirtschaftslehre, insbesondere Industriebetriebslehre, an der Wirtschafts- und Sozialwissenschaftlichen Fakultät der Friedrich-Alexander-Universität Erlangen-Nürnberg. Ab 1973 leitete Pfeiffer die von ihm eingerichtete Forschungsgruppe für Innovation und Technologische Voraussage (FIV). Pfeiffer emeritierte 1998.

## Forschungsschwerpunkt zeitorientiertes Technologie- und Innovationsmanagement
„Abwarten kann die Zukunft kosten“

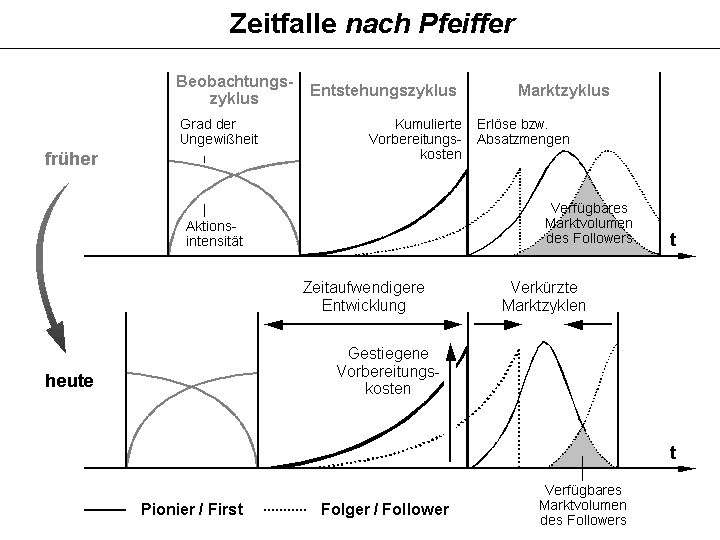
Follower in der Zeitfalle (nach Pfeiffer)

Nach Pfeiffer hat der Faktor Zeit im Technologie- und Innovationsmanagement eine besonders große Bedeutung. Bereits in den 1970er Jahren diskutierte Pfeiffer eingehend die Nachteile einer Folgerstrategie (→ Zeitorientierte Wettbewerbsstrategien). Ab Mitte der 1980er prägte er den Begriff „Zeitfalle“ (→ Zeitfalle) für die ungünstige (existenzgefährdende) Situation, in die ein Nachzügler (Follower) im Technologiewettbewerb aufgrund seines verspäteten Markteintritts geraten kann. Ein zentraler Baustein in Pfeiffers Argumentation zugunsten einer „strategischen Vorsteuerung aller unternehmerischer Aktivitäten“ sind die „Zeitkonstanten der Vorbereitung“. Die Vorbereitung komplexer Systeminnovationen kann von einem Followerunternehmen selbst mit hohem Ressourceneinsatz nur marginal abgekürzt werden. Entscheidende Grundlage von Wettbewerbsvorteilen auf High-Tech-Märkten sind deshalb das frühzeitige Erkennen technologischer Trendbrüche und die Investition in zukunftsträchtige neue Technologien bereits in deren sehr frühen Entstehungsphasen.

### Allgemeine Theorie der technischen Entwicklung als Basis
„Erfindungen können nur vorausgesagt werden, indem man diese Erfindungen selbst macht.“

In seiner Habilitationsschrift „Allgemeine Theorie der technischen Entwicklung als Grundlage einer Planung und Prognose des technischen Fortschritts“ erklärt Pfeiffer die prinzipielle Möglichkeit der Voraussage technischer Entwicklungslinien (→ Technischer Fortschritt) und leitet darauf aufbauend die methodischen Grundzüge einer effektiven Technologie- und Innovationsplanung ab. Nach den beiden grundlegenden Axiomen von Pfeiffers Theorie ist der Prozess der technischen Entwicklung als (1) ein Informationsgewinnungs- und Informationsübertragungsprozess und (2) ein sozialer Prozess zu verstehen. Als „Induktionsmechanismen“ der technischen Entwicklung beschreibt Pfeiffer zum einen die Bedarfsinduktion (von Bedarfen bzw. Mangelsituationen ausgehender Nachfragesog nach neuen/verbesserten technischen Systemen) und zum anderen die „autonome Induktion“ (Angebotsdruck in Richtung der marktlichen Anwendung von Seiten neuen naturwissenschaftlich-technischen Wissens).
Das einzige Verfahren, zukünftige technische Entwicklungen zu prognostizieren, ist die eigene Antizipation (veränderter/völlig neuer) zukünftiger technischer Potentiale und (veränderter/neuer) zukünftiger Anwendersysteme und Anwenderumsysteme. Kurz: „Erfindungen können nur vorausgesagt werden, indem man diese Erfindungen selbst macht.“ Eine reine (lineare) Trendextrapolation als Basis der technologischen Voraussage ist angesichts der Möglichkeit von Trendbrüchen (→ Technologiefrüherkennung) für die langfristige Technologie- und Innovationsplanung nicht ausreichend. Pfeiffer weist deshalb auf den besonderen Stellenwert der Kreativität im Rahmen langfristig ausgerichteter Planungsaktivitäten hin.

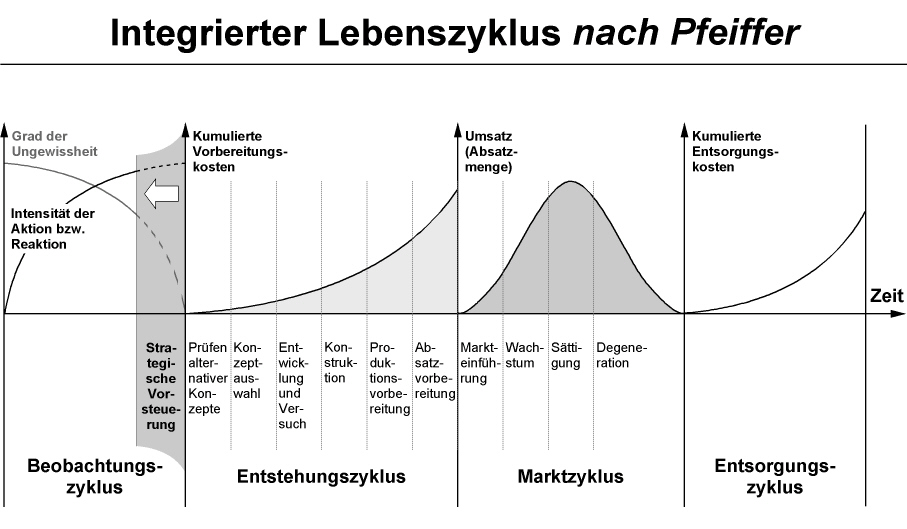
Integrierter Produkt- und Technologie-Lebenszyklus nach Pfeiffer

### Integrierter Produkt- und Technologielebenszyklus
„Produkte fallen nicht vom Himmel.“

Das klassische Produktlebenszyklus-Konzept konzentriert sich auf die Marktphase von Produkten und beschreibt idealtypisch den zeitlichen Verlauf von Umsatz- und Absatzmengenentwicklung. Pfeiffer weist ab den 1970er Jahren eindringlich auf die Problematik dieser auf die Vermarktungsphase beschränkten Sichtweise hin. „Produkte fallen nicht vom Himmel“. Somit sind auch die vorgelagerten Phasen des marktlichen Produktlebens zu erfassen. Und auch die nachgelagerte Entsorgungsphase ist zu beachten. Die Erweiterung des Marktzyklus führt zum Integrierten Produkt- und Technologie-Lebenszyklus-Konzept mit (1) Beobachtungs-, (2) Entstehungs-, (3) Markt- und (4) Entsorgungszyklus.
Im Beobachtungszyklus sollen strategisch relevante Informationen aus der Unternehmensumwelt gesammelt werden. Im Beobachtungszyklus setzen Früherkennungsinstrumente an, die der Wahrnehmung „schwacher Signale“ dienen. Die Beobachtung der Unternehmensumwelt ist eine permanente unternehmerische Aufgabenstellung. Der Beobachtungszyklus ist deshalb laut Pfeiffer als „permanente Institution“ zu sehen. Der Entstehungszyklus beginnt mit der Initiierung des konkreten Innovationsprozesses und schließt Aktivitäten von der Definition eines Produkt- oder Systemkonzepts über die Entwicklung und Konstruktion bis zur Produktions- und Absatzvorbereitung ein.

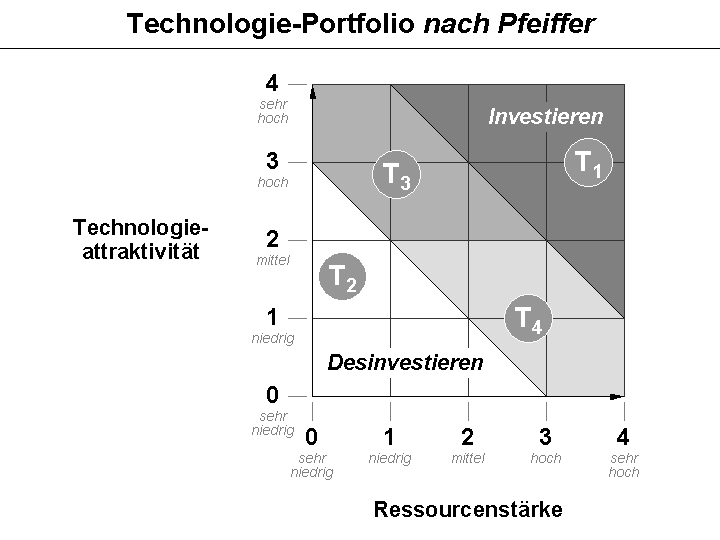
Technologie-Portfolio nach Pfeiffer

### Technologie-Portfolio-Analyse
„In einer Zeit höchster Veränderungsgeschwindigkeiten in Technik, Markt und Gesellschaft wird es für Unternehmen immer dringender, langfristig zu denken und zu handeln.“

Der Niedergang zahlreicher Unternehmen, z. B. der Schweizer und Schwarzwälder Uhrenindustrie Ende der 1970er Jahre, im Zuge prinzipieller Technologiewechsel ist in den Augen Pfeiffers regelmäßig auf das Unvermögen oder den mangelnden Willen zum langfristig-strategischen Planen zurückzuführen. Als Instrument des strategischen Technologiemanagements entwickelten Pfeiffer und Mitarbeiter der von ihm geleiteten Forschungsgruppe für Innovation und technologische Voraussage (FIV) die Technologie-Portfolio-Analyse (TPF-Analyse). Ihr Einsatz dient der systematischen Bewertung von (neuen) Technologien und liefert die Basis strategischer Investitionsentscheidungen zugunsten wirtschaftlich erfolgversprechender (neuer) Technologien. Schritte der TPF-Analyse sind (1) die Technologieidentifikation, (2) die zukunftsorientierte Technologiebewertung und (3) die Auswertung des Technologie-Portfolios. Die TPF-Analyse ist für den Einsatz im Beobachtungszyklus und frühen Entstehungszyklus von Technologien konzipiert. Die Analyse liefert somit keine exakten Marktdaten (Umsätze, Mengen), sondern lässt langfristige technologische Entwicklungsrichtungen erkennen. Pfeiffer fordert deshalb auch, lässt die TPF-Analyse als Methodeninnovation von einer „Innovation im Denken“ der Entscheider im Unternehmen begleitet wird – weg von einer Philosophie der Orientierung an kurzfristigen finanziellen Ergebnissen.

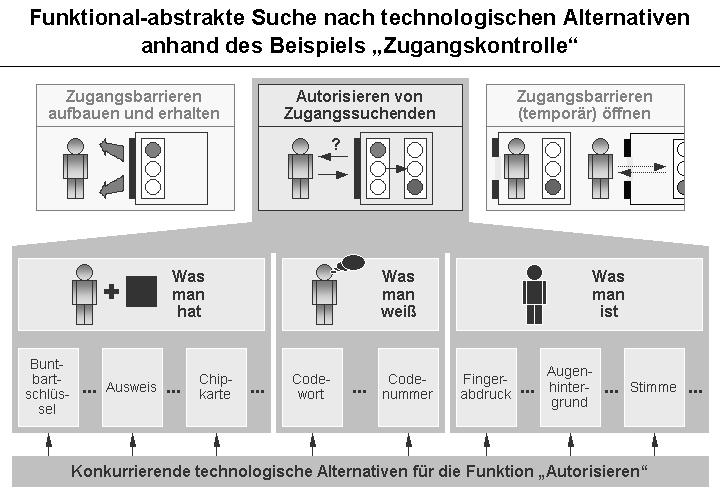
Beispiel für das Funktionalmarkt-Konzept von Pfeiffer et al.

### Funktionalmarkt-Analyse
„Wer ein Denken in Kernkompetenzen fordert, muss diejenigen von morgen meinen und deshalb auch die Weiterentwicklung bzw. Ersetzung der Kernkompetenzen von heute im Auge behalten.“

Das Technologie-Portfolio-Konzept wird ergänzt durch das Funktionalmarkt-Konzept. Ein gravierendes Problem im Rahmen der strategischen Technologieplanung liegt in der zu späten Identifizierung und falschen Bewertung prinzipiell neuer Technologien – sowohl hinsichtlich ihrer Substitutionswirkung als auch ihrer Marktchancen. Pfeiffer plädiert deshalb im Rahmen der strategischen Technologieplanung für eine funktional-abstrakte Perspektive statt einer phänomenologischen. Besonders deutlich wird die Wirkweise einer funktional-abstrakten Sicht auf Technologien und Märkte am Beispiel eines Herstellers mechanischer Schlüssel. Bei einer phänomenologisch engen Marktabgrenzung versteht sich dieser als Hersteller mechanischer Schlüssel, bei einer funktional-abstrakten als Anbieter einer Problemlösung für die Funktion „Zugangskontrolle“. Chipkarten, biometrische Systeme und codebasierte Verfahren werden als technologische Alternativen zum eigenen gegenwärtigen Produkt erkannt und Anpassungsmaßnahmen können rechtzeitig eingeleitet werden.

## Forschungsschwerpunkt Systemrationalisierung und Lean Management

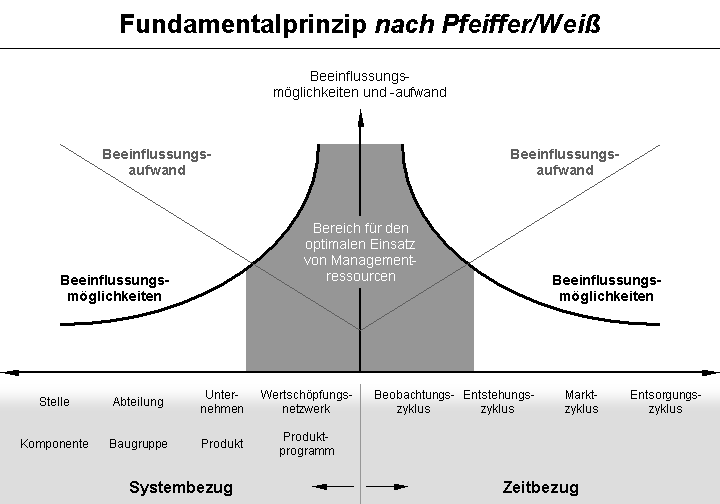
Fundamentalprinzip effektiver und effizienter Wertschöpfungsnetzwerkgestaltung nach Pfeiffer und Weiß

### Systemrationalisierung und Systemwirtschaftlichkeit
„Gute und schlechte Wirtschaftlichkeitsbetrachtungen unterscheiden sich durch die sachliche Reichweite und den zeitlichen Horizont der berücksichtigten Wirkungsverläufe.“

Pfeiffer betont sein umfassendes Rationalisierungsverständnis mit dem Begriff Systemrationalisierung. Im Gegensatz zur traditionellen, häufig auf den Produktionsbereich fokussierten Rationalisierungslehre wird ein Unternehmen im Rahmen der Systemrationalisierung mit allen Funktionsbereichen und Gestaltungsfaktoren sowie seinen vor- und nachgelagerten Wertschöpfungsstufen analysiert und (um)gestaltet. Dementsprechend muss laut Pfeiffer das zugrundeliegende Wirtschaftlichkeitsverständnis auch umfassender sein, als dies bei punktuell wirksamen Maßnahmen der Fall ist (Systemwirtschaftlichkeit).
Diese Sichtweise kommt auch im Fundamentalprinzip effektiver und effizienter Wertschöpfungsnetzwerkgestaltung zum Ausdruck: Der Beeinflussungshebel zur Optimierung der Wirtschaftlichkeit steigt mit der Ausdehnung des Betrachtungshorizonts überproportional an. Dies gilt in sachlicher und zeitlicher Hinsicht. Je früher und je umfassender über betriebliche Strukturen und Prozesse nachgedacht und entschieden wird, desto größer sind die Effektivität (das Richtige tun) und Effizienz der Maßnahmen (etwas richtig tun).
Beispiele einer systemwirtschaftlichen Perspektive der Rationalisierung: (1) Modernisierungsinvestitionen in einzelnen Werkstätten (z. B. Dreherei, Fräserei, Stanzerei, …) eines Fertigungsbereichs, der nach dem Prinzip der Werkstättenfertigung organisiert ist, erhöhen die Produktivität dieser Werkstätten. Deutlich größere Verbesserungen auf der übergeordneten Systemebene wären aber möglicherweise realisierbar, wenn eine vollständige Neuorganisation stattfände, bei der der gesamte Fertigungsbereich nach dem Fließprinzip gestaltet und in Fertigungssegmente unterteilt würde. (2) Mit Rationalisierungsmaßnahmen während des Marktzyklus bzw. nach dem Start der Serienproduktion eines neuen Produktes erhöht ein Unternehmen die Produktivität, zum Beispiel Substitution eines Metallbauteils durch ein Kunststoffbauteil. Wirkungsvoller sind dagegen Maßnahmen, die bereits im Entstehungszyklus des neuen Produktes ansetzen, zum Beispiel die Reduzierung der Anzahl zu montierender Bauteile durch die Konstruktion von Integralbauteilen.
Systemrationalisierungs- und Innovationsprozesse stehen nach Pfeiffer in einem komplementären Verhältnis und müssen von der Unternehmensführung gleichrangig initiiert, unterstützt und kontrolliert werden. Dominiert zur Verbesserung der Wettbewerbsposition die Kostenperspektive, laufen Unternehmen Gefahr, „sich zu Tode zu rationalisieren“. Dagegen kann durch Innovationen in Produkten, Verfahren und Abläufen einerseits die Marktposition prinzipiell verbessert werden und zugleich können gänzlich neue Rationalisierungsreserven erschlossen werden.

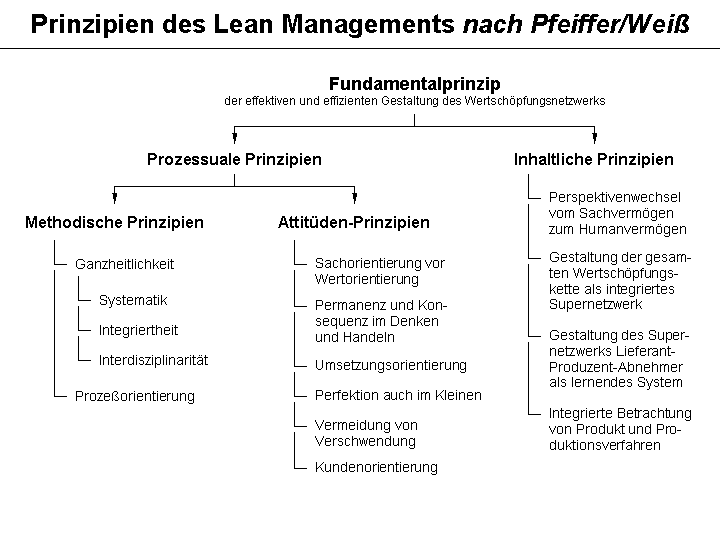
Lean Management-Prinzipien nach Pfeiffer und Weiß

### Lean Management
„Lean Management ist kein spezifisch japanisches Konzept und daher prinzipiell auf hiesige Verhältnisse übertragbar.“

Bereits lange vor Ausbruch der weltweiten Lean-Management-Welle nach Veröffentlichung der MIT-Studie Ende der 1980er Jahre haben Pfeiffer und Mitarbeiter der von ihm geleiteten Forschungsgruppe für Innovation und Technologische Voraussage (FIV) Ansätze für eine zeitgemäße und wirtschaftliche Gestaltung der Arbeitsorganisation von Industriebetrieben geliefert (unter anderem 1982 eine Untersuchung mit dem Titel „Neue Formen der Arbeitsorganisation“). Eine umfassende und systematische Darstellung der Grundlagen des Lean Management-Konzepts legten Pfeiffer und Weiß 1992 vor („Lean Management. Grundlagen der Führung und Organisation lernender Unternehmen“, 2. Aufl. 1994). Pfeiffer betont, dass Lean Management-Prinzipien, wie sie unter anderem von Taiichi Ōno sehr erfolgreich bei Toyota realisiert wurden, keine spezifisch japanischen Erfindungen sind. Lean Management-Prinzipien sind somit nach Pfeiffer prinzipiell auch auf europäische Unternehmen übertragbar. Die erfolgreiche Anwendung setzt aber ein umfassendes und tiefgehendes Verständnis der Lean Management-Philosophie voraus.
- Methodische Lean Management-Prinzipien:

- Ganzheitlichkeit: Unternehmensprozesse sollten unter einer systematischen, integrierten und interdisziplinären Sichtweise gestaltet werden. Bei Veränderungen sind die Wirkzusammenhänge zwischen allen 5 maßgeblichen Gestaltungsfaktoren im Unternehmen – Input, Personal, Organisation, Sachmittel und Output – zu berücksichtigen. Ein Negativbeispiel einer nicht-integrativen Optimierung stellt eine organisch gewachsene „Anbaufabrik“ im Fertigungsbereich dar.

- Prozessorientierung: Im Vordergrund der Unternehmensgestaltung stehen Aktivitäten und Prozesse, nicht Strukturen. Dieses Prinzip fordert eine durchgängige Sicht auf sämtliche Aktivitäten im gesamten Wertschöpfungsnetzwerk (Lieferanten → Unternehmen → Kunden) bis zur vollständigen Lösung des Kundenproblems. Organisatorische Unterbrechungen der Aktivitätenkette an funktionalen Abteilungs- und Bereichsgrenzen sind zu vermeiden (zu minimieren).

- Attitüden-Prinzipien des Lean Managements: Pfeiffer und Weiß definieren Attitüden als stabile Einstellungen, mit denen Probleme gesehen und gehandhabt werden:

- Sachorientierung vor Wertorientierung: Wesentliche Optimierungsgrößen auf der Sachebene sind Qualität, Zeit bzw. Geschwindigkeit, Flexibilität, Produktivität und Bestandsmengen. Die Gestaltung dieser Sachgrößen bietet den wesentlichen Hebel zur Realisierung von Verbesserungspotentialen. Die Größen auf der Wertebene (Erlöse, Kosten, Rentabilität) folgen den Maßnahmen auf der Sachebene.

- Permanenz und Konsequenz im Denken und Handeln: Verbesserungsprozesse im Unternehmen sind ständig voranzutreiben. Auch in Zeiten guter Auftragslagen und in marktführenden Wettbewerbspositionen soll das Unternehmenssystem in produktiver Anspannung gehalten werden. Beispielhaft weist Pfeiffer auf das fortgesetzte Qualitätsstreben in Unternehmen hin, auch wenn nur noch ein- und zweistellige Parts per Million (ppm)-Fehlerraten erreicht werden.

- Umsetzungsorientierung: Nach dem Motto „Tue es gleich: Lieber 50 % jetzt, als 100 % nie!“ empfiehlt Pfeiffer, Paralyse durch Analyse zu überwinden und bei Innovations- und Rationalisierungsprojekten zügig von der Planungs- und Diskussionsphase in die Umsetzungsphase überzugehen.

- Perfektion auch im Kleinen: Werden zur Ermittlung von Rationalisierungsschwerpunkten ABC-Analysen eingesetzt, kommen Verbesserungen auf – vermeintlich – untergeordneten Ebenen zu kurz. Pfeiffer spricht sich dagegen für permanente Optimierung operativer Abläufe nach der Kaizen-Maxime „Eine Verbesserung täglich“ aus, welche die Optimierung übergeordneter Strukturen und Prozessketten ergänzt.

- Vermeidung von Verschwendung: Verschwendung besteht zum Beispiel in Nacharbeitstätigkeiten, mehrfachem Handhaben von Teilen, zu langen Transportwegen, Mehrfacherfassung von Daten und unnötigen Beständen. Derartige Aktivitäten ohne Wertzuwachs sind konsequent zu vermeiden.

- Kundenorientierung: Das Prinzip der Kundenorientierung betrifft nicht nur Endkunden, sondern auch interne Liefer- und Kommunikationsbeziehungen. Der Träger der jeweils nächsten Aktivität wird als (interner) Kunde gesehen. Auch Dienstleistungsbereiche wie die DV können durch verstärkte Kundenorientierung zur Produktivitätssteigerung beitragen.

- Inhaltliche Prinzipien des Lean Managements:

- Perspektivenwechsel vom Sach- zum Humanvermögen: Pfeiffer warnt vor einer starken Einschränkung des Handlungsspielraums von Mitarbeitern, wie sie in stark tayloristisch organisierten Unternehmen typisch ist. Eine Ausrichtung an McGregors Theorie Y-Bild von den Mitarbeitern und eine Erweiterung des persönlichen Handlungsspielraums eröffnet dagegen die Chance auf eine stärkere Nutzung dispositiver und kreativer Mitarbeiterpotentiale.

- Gestaltung der Wertschöpfungskette als Supernetzwerk: Entsprechend dem Fundamentalprinzip der effektiven und effizienten Gestaltung des Wertschöpfungsnetzwerks stellt die Zusammenarbeit mit Lieferanten, Kunden und Handelspartnern einen maßgeblichen Hebel für Rationalisierungs- und Innovationspotentiale dar. In der Zusammenarbeit mit Lieferanten plädiert Pfeiffer für eine gezielte Schnittstellenvermeidung (Hierarchisierung der Zulieferkette) und Schnittstellengestaltung (z. B. durch eine stärkere Nutzung von Lieferanten-Know-how bei Entwicklungsprojekten).

- Gestaltung des Supernetzwerks Lieferant-Produzent-Abnehmer als lernendes System: Ende der 1980er Jahre zeigte die MIT-Studie erhebliche Lernvorteile, die japanische Automobilhersteller beim Hochlauf der Serienproduktion neuer Modelle erzielen konnten. Einen wesentlichen Vorteil sieht Pfeiffer in diesem Zusammenhang in der sofortigen Fehlerrückverfolgung und konsequenten Fehlerbehandlung. Diese basieren auch auf einer Umkehrung hocharbeitsteiliger Organisationsstrukturen bzw. der Übertragung von Kompetenzen an die wertschöpfenden Mitarbeiter.

- Integrierte Betrachtung von Produkt und Produktionsverfahren: Liegt der alleinige Schwerpunkt der Ressourcenzuordnung auf der Entwicklung von Produkttechnologien, kommen die Einrichtung und Optimierung komplementärer Produktionsverfahren zu kurz. Pfeiffer fordert deshalb eine „symmetrische“ Gewichtung der Verfahrensentwicklung. Umgesetzt wird dies unter anderem durch eine frühzeitig beginnende und größtenteils simultan zur Produktentwicklung ablaufende Prozesstechnologieentwicklung (→ Simultaneous Engineering).

## Schriften

### Bücher als Autor
- Absatzpolitik bei Investitionsgütern der Einzelfertigung. Stuttgart 1965.
- Allgemeine Theorie der technischen Entwicklung als Grundlage einer Planung und Prognose des technischen Fortschritts. Göttingen 1971.
- mit U. Dörrie und E. Stoll: Menschliche Arbeit in der industriellen Produktion. Göttingen 1977, ISBN 3-525-03111-4.
- mit G. Metze, W. Schneider und R. W. Amler: Technologie-Portfolio zum Management strategischer Zukunftsgeschäftsfelder. 6. Auflage. Göttingen 1991, ISBN 3-525-12555-0.
- mit E. Weiß: Lean Management, Grundlagen der Führung und Organisation lernender Unternehmen. 2. Auflage. Berlin 1994, ISBN 3-503-03678-4.
- mit E. Weiß, C. Strubl und M. Küßner: Systemwirtschaftlichkeit. Konzeption und Methodik zur betriebswirtschaftlichen Fundierung innovationsorientierter Entscheidungen. 1. Auflage. Göttingen 1994, 2. Aufl., Göttingen 1999, ISBN 3-525-12578-X.
- mit E. Weiß, T. Volz und S. Wettengl: Funktionalmarkt-Konzept zum strategischen Management prinzipieller technologischer Innovationen. Göttingen 1997, ISBN 3-525-12577-1.

### Bücher als Herausgeber
- mit G. Neipp: Strategien der industriellen Fertigungswirtschaft. Berlin 1986, ISBN 3-503-02583-9.
- mit E. Weiß: Technologie-Management. Göttingen 1990, ISBN 3-525-12566-6.
- mit E. Weiß: Internationaler High-Tech-Wettbewerb. Berlin 1992, ISBN 3-503-03344-0.

### Aufsätze
- mit E. Staudt: Das kreative Element in der technologischen Voraussage. In: ZfB. 42, 1972, S. 853–870.
- mit P. Bischof: Investitionsgüterabsatz. In: B. Tietz (Hrsg.): Handwörterbuch der Absatzwirtschaft. Stuttgart 1974, Sp. 918–938.
- mit P. Bischof: Produktlebenszyklen als Basis der Unternehmensplanung. In: ZfB. 44, 1974, S. 635–666.
- mit E. Staudt: Innovation. In: E. Grochla, W. Wittmann (Hrsg.): Handwörterbuch der Betriebswirtschaft. Stuttgart 1975, Sp. 1943–1953.
- mit E. Staudt: Konsequenzen neuer Formen der Arbeitsorganisation. In: Die Unternehmung. 31, 6, 1977, S. 81–97.
- mit G. Metze: Systemrationalisierung durch Reduzierung der Arbeitsteilung. In: FB-IE. 26, 6, 1977, S. 371–379.
- mit R. Randolph: Rationalisierung, betriebliche. In: W. Kern (Hrsg.): Handwörterbuch der Produktionswirtschaft. Stuttgart 1979, Sp. 1757–1776.
- Probleme kleiner und mittelgroßer Unternehmen im technologischen Trendbruch und staatliche Programme der direkten Technologieförderung. In: FB-IE. 28, 1, 1979, S. 11–19.
- Innovationsmanagement als Know-how-Management. In: D. Hahn (Hrsg.): Führungsprobleme industrieller Unternehmungen. Berlin 1980, S. 421–452.
- mit P. Bischof: Produktlebenszyklen – Instrument jeder strategischen Produktplanung. In: H. Steinmann (Hrsg.): Planung und Kontrolle. München 1981, S. 133–166.
- mit G. Metze, R. Amler und W. Schneider: Abwarten kann die Zukunft kosten. In: BddW. 24. Dezember 1982.
- mit E. Weiß: Die Zeit als strategische Ressource nutzen. In: BddW. 9. November 1988.
- mit E. Weiß und M. Hartmann: Heutige Lean-Management-Prinzipien sind keine spezifisch japanischen Erfindungen. In: BddW. 18. und 19. März 1993
- mit E. Weiß und M. Horneber: Warum in die Ferne schweifen, wenn das Gute so nahe liegt? In: BddW. 5., 6., 7. und 8. April 1993.
- Rationalisierung. In: W. Wittmann, W. Kern u. a. (Hrsg.): Handwörterbuch der Betriebswirtschaft. 5. Auflage. Stuttgart 1993, Sp. 3639–3648.
- mit E. Weiß: Technologieorientierte Wettbewerbsstrategien. In: H. Corsten (Hrsg.): Handbuch Produktionsmanagement. Wiesbaden 1994, S. 275–291.
- mit E. Weiß: Methoden zur Analyse und Bewertung technologischer Alternativen. In: E. Zahn (Hrsg.): Handbuch Technologiemanagement. Stuttgart 1995, S. 663–679.

## Schüler (Doktoranden und Habilitanden)
| Name                        | Jahr | Titel | Art    |
| --------------------------- | ---- | --- | ------ |
| Amler, Robert W.            | 1983 | Analyse und Gestaltung strategischer Informationssysteme der Unternehmung                                                        | Diss.  |
| Asenkerschbaumer, Stefan    | 1987 | Analyse und Beurteilung von technischem Know-how                                                                                 | Diss.  |
| Billerbeck, Holger          | 2003 | Der Zeitfaktor im Innovationsmanagement                                                                                          | Diss.  |
| Bischof, Peter              | 1976 | Produktlebenszyklen im Investitionsgüterbereich                                                                                  | Diss.  |
| Bleicher, Frank             | 1989 | Effiziente Forschung und Entwicklung. Personelle, organisatorische und führungstechnische Instrumente                            | Diss.  |
| Dirsch, Harald              | 1999 | Technikgestützte Informations- und Kommunikationssysteme in der lernenden Organisation                                           | Diss.  |
| Dögl, Rudolf                | 1985 | Strategisches Qualitätsmanagement im Industriebetrieb                                                                            | Diss.  |
| Döhl, Wolfgang              | 1983 | Akzeptanz innovativer Technologien in Büro und Verwaltung                                                                        | Diss.  |
| Dörrie, Ulrich              | 1976 | Versorgung und Erhaltung der sachlichen und personalen Fertigungsstruktur in Industriebetrieben                                  | Diss.  |
| Eberle, Maximilian          | 1984 | Planung und Realisierung technik-gestützter Informationssysteme                                                                  | Diss.  |
| Gempper, Sven               | 1995 | Optimierung der Unternehmeragenda im Lean Management                                                                             | Diss.  |
| v. Goetze, Sonja            | 1992 | Optimierung der Variantenvielfalt                                                                                                | Diss.  |
| Hartmann, Matthias          | 1996 | Technologie-Bilanzierung | Diss.  |
| Hermann, Ursula             | 1984 | Die Implementierung betrieblicher Rationalisierunghandlungen und der personelle Widerstand                                       | Diss.  |
| Horneber, Markus            | 1995 | Innovatives Entsorgungsmanagement                                                                                                | Diss.  |
| Janecek, Franz              | 1983 | Produkt-Lebenszyklus solarer Energiehandhabung                                                                                   | Diss.  |
| Klein, Jürgen               | 2001 | Systemwirtschaftlichkeit bei werkstofforientierten Innovationen                                                                  | Diss.  |
| Koch, Alexander             | 2004 | Technologiebilanz | Diss.  |
| Kral, Gerhard               | 1984 | Rationalisierung der Elektronikfertigung durch Organisation des Know-how-Transfers                                               | Diss.  |
| Küßner, Mark                | 1999 | Organisation in der Lean-Unternehmung                                                                                            | Diss.  |
| Lender, Friedwart           | 1991 | Innovatives Technologie-Marketing                                                                                                | Diss.  |
| Matern, Christian           | 2000 | Systemwirtschaftliches Variantenmanagement                                                                                       | Diss.  |
| Metze, Gerhard              | 1980 | Grundlagen einer allgemeinen Theorie und Methodik der Technologiebewertung                                                       | Diss.  |
| Polkowski, Hans-Erich       | 1976 | Veralterungsprozesse im Investitionsgüterbereich                                                                                 | Diss.  |
| Randolph, Rainer            | 1979 | Pragmatische Theorie der Indikatoren                                                                                             | Diss.  |
| Rathnow, Peter J.           | 1993 | Integriertes Varianten-Management                                                                                                | Diss.  |
| Sandler, Christian Heinrich | 1986 | Innovative Technologien im Vertrieb – Dargestellt am Praxisfall aus der Textilindustrie                                          | Diss.  |
| Schäffner, Gottfried J.     | 1982 | Implementierung innovativer betriebswirtschaftlicher Erkenntnisse durch eine spezifische Kooperation zwischen Theorie und Praxis | Diss.  |
| Schlobach, Thilo            | 1989 | Die wirtschaftliche Bedeutung von Videokonferenzen im Informations- und Kommunikationsprozess des Industriebetriebs              | Diss.  |
| Schneider, Harald           | 1992 | Management werkstofforientierter Innovationen                                                                                    | Diss.  |
| Schneider, Walter           | 1984 | Technologische Analyse und Prognose der strategischen Unternehmensplanung                                                        | Diss.  |
| Schüler, Julia              | 1996 | Strategisches Technologiemanagement in der Biotechnik                                                                            | Diss.  |
| Schultheiß, Bodo            | 1978 | Umweltschutz- und Rohstoffprobleme in der Unternehmensplanung                                                                    | Diss.  |
| Seyd, Michael H.            | 1984 | Methodische Grundlagen einer Analyse und Gestaltung der Unternehmenselastizität                                                  | Diss.  |
| Staudt, Erich               | 1974 | Struktur und Methoden technologischer Voraussagen                                                                                | Diss.  |
| Staudt, Erich               | 1979 | Planung als Stückwerktechnologie                                                                                                 | Habil. |
| Steger, Hans-Diego          | 2004 | Systemflexibilität | Diss.  |
| Strubl, Christoph           | 1993 | Systemgestaltungsprinzipien | Diss.  |
| Struthoff, Ralf             | 1999 | Führung und Organisation von Unternehmensnetzwerken                                                                              | Diss.  |
| Syring, Anja                | 1993 | Management innovativer Informationssysteme                                                                                       | Diss.  |
| Volz, Thomas                | 1997 | Management ergänzender Dienstleistungen für Sachgüter                                                                            | Diss.  |
| Weiß, Enno                  | 1988 | Management diskontinuierlicher Technologie-Übergänge                                                                             | Diss.  |
| Weiß, Enno                  | 1995 | Zeitorientiertes Management technologischer Innovationen                                                                         | Habil. |
| Wettengl, Steffen           | 1999 | Initiierung technologischer Systeminnovationen                                                                                   | Diss.  |